# Mbuliya Island
Mbuliya Island är en ö i Fiji.   Den ligger i divisionen Östra divisionen, i den sydöstra delen av landet, 80 km söder om huvudstaden Suva.